# Nœud en double huit
Le nœud en double huit, ou nœud en huit de plein poing est un nœud de boucle qui peut être réalisé en bout ou en milieu de corde. Il est très utilisé en escalade et en spéléologie, car il est sûr, simple à apprendre et facile à vérifier visuellement.

## Type de nœud
Le double huit est de la famille des nœuds de huit dont il est dérivé.
Les nœuds de Mickey ou de lapin, le nœud de Gibus, le huit directionnel, (…), sont dérivés du nœud en double huit.

## Usage
Le nœud en double huit est utilisé pour l'encordement, la boucle du nœud étant passée dans les deux boucles du baudrier. S'il est, pour cet usage, moins facile à dénouer en cas de forte chute que le nœud de chaise (complété pour la sécurité par un demi nœud de pêcheur, simple ou double), le nœud en huit s'avère plus simple à réaliser et à vérifier. Il est ainsi plus sûr, en particulier pour les débutants.
Le nœud en double huit est également possible pour réaliser une boucle en milieu de corde, ou pour fermer des anneaux de sangle ou de corde.

## Réalisation
De plein poing : créer une ganse de la longueur souhaitée et procéder au nouage à la manière du nœud de huit avec les deux brins ensemble.
Tricoté : réaliser un nœud en huit sur le dormant. Tricoter en suivant strictement le nœud en huit avec le courant.

## Sécurité
De manière générale et quel que soit le nœud, dès que la sécurité d'une personne est en jeu, il convient de serrer le nœud en tirant individuellement sur chacun des quatre brins qui le constituent, et de laisser au moins dix centimètres de corde sur le brin libre, au cas où celui-ci se retournerait. Bien qu'obligatoire lors des compétitions ,, la nécessité d'un nœud d'arrêt sur ce brin libre ne fait pas consensus parmi les professionnels de la haute montagne ,.
Quels que soient le niveau du pratiquant et le domaine de pratique, la vérification de l'encordement par un tiers est un élément de sécurité.

Le nœud en huit double, soumis au test de traction lente dans la boucle ou en ajut, ne glisse pas comme le nœud de plein poing, mais se retourne au moins une fois. il est donc nécessaire de laisser suffisamment de mou pour que le nœud puisse se retourner sans se dénouer (15 cm avec une corde de Ø 10 mm),,.

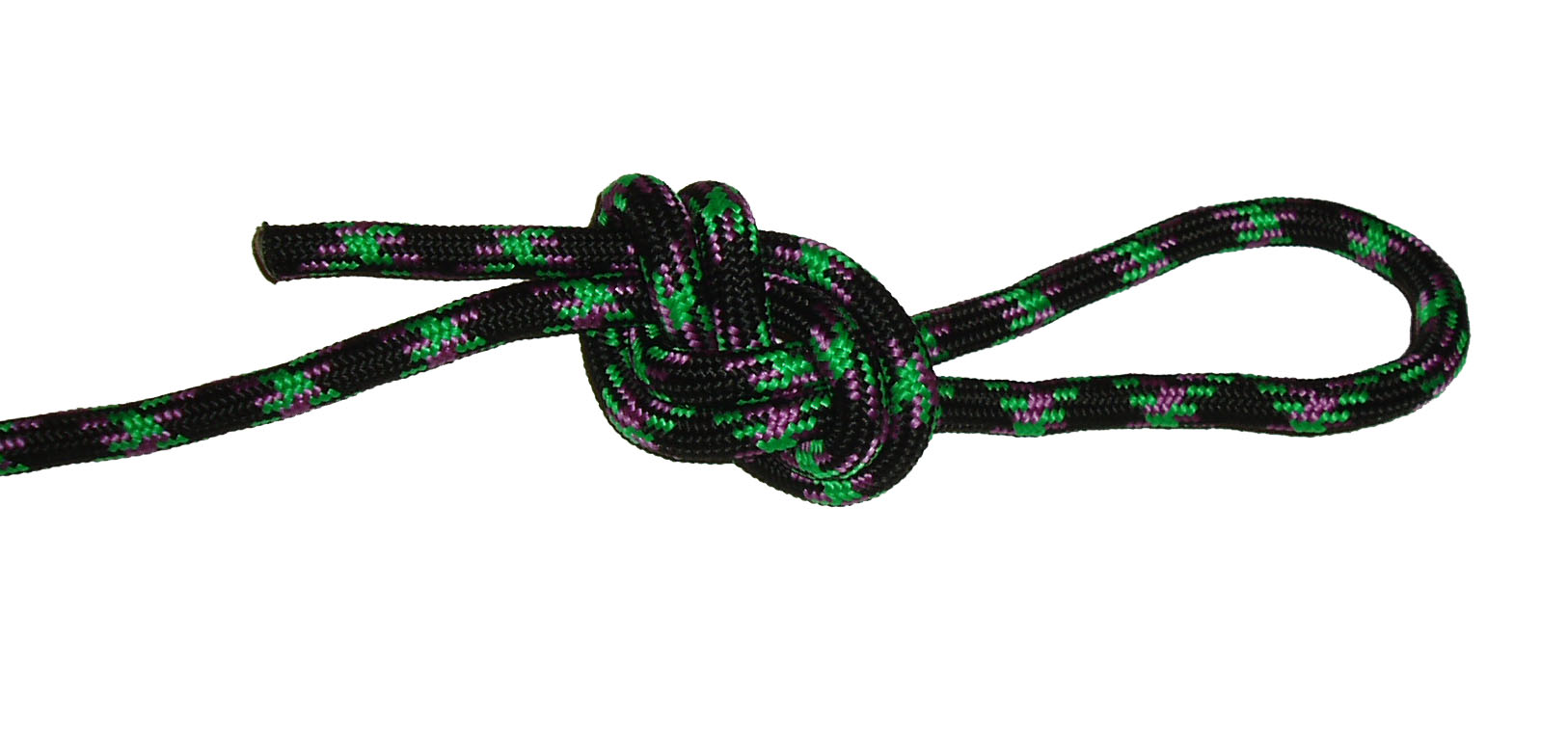
Nœud en huit double, tricoté sans nœud d'arrêt.